# Юрман, Мэттью
Мэ́ттью Джон Ю́рман (англ. Matthew John Jurman; род. 8 декабря 1989, Вуллонгонг, Новый Южный Уэльс, Австралия) — австралийский футболист, выступающий на позиции центрального защитника в клубе «Макартур».

## Карьера

### Молодёжная карьера
Начинал заниматься футболом в четыре года в родном городе Вуллонгонг, в академии клуба «Вуллонгонг Вулвз». В 2006 году окончил школу Westfields Sports High School. Позднее выступал за клуб «Парраматта», с 2007 года проходит обучение в АИС. C 2008 по 2011 выступал за «Сидней» в Национальной молодёжной лиге в сезоне 2008/09, после которой приглянулся тренеру основного состава Джону Космине.

### Клубная карьера
Мэттью дебютировал во взрослом футболе 9 сентября 2007 года, выйдя на замену в матче Эй-лиги против «Перт Глори». Всего за период 2008 по 2011 годы провёл за клуб 22 матча в Эй-лиге и несколько матчей в Лиге чемпионов АФК 2011. Также забил первый свой гол в матче Лиги чемпионов против «Касима Антлерс». В сезоне 2010/11 произошёл инцидент после забитого победного гола Юхой Мякеля матче с «Голд-Кост Юнайтед» на Юрмана упало ограждение. Было опасение что он сломал ногу, однако послематчевое обследование выявило лишь несколько ушибов.
10 февраля 2011 Мэттью подписывает двухлетний контракт с клубом «Брисбен Роар», где выступает под руководством Анге Постекоглу, с которым знаком со времён выступления в молодёжной сборной Австралии. Дебютировал за клуб 8 октября 2011 года против «Сентрал Кост Маринерс». В конце сезона 2012/13 клуб расторг контракты с Юрманом, Стефом Нейланом и Джеймсом Мейером.
2 мая 2013 года объявлено, что Мэттью возвращается в клуб «Сидней», подписав контракт на один год. Первый свой матч в сезоне 2013/14 провёл против клуба «Мельбурн Сити», выйдя на замену вместо Бретта Эмертона. Свой первый гол в Эй-лиге забил 8 марта 2014 года в матче Сиднейского дерби против «Уэстерн Сидней Уондерерс».
В начале 2017 года Юрман перешёл в клуб Кей-лиги «Сувон Самсунг Блюуингз», подписав контракт на два года.
9 июля 2018 года Юрман отправился в клуб чемпионата Саудовской Аравии «Аль-Иттихад».
6 сентября 2019 года Юрман вернулся играть на родину, подписав однолетний контракт с «Уэстерн Сидней Уондерерс».
В сентябре 2020 года Юрман перешёл в клуб второго дивизиона Греции «Ксанти».

### Международная карьера
Выступал за молодёжную сборную Австралии с 2007 по 2009 годы. Становился победителем молодёжного чемпионата Азии в 2008 году. Также выступал за олимпийскую сборную Австралии, за которую провёл 6 матчей. За главную сборную Австралии дебютировал 5 октября 2017 года в матче квалификации к чемпионату мира 2018 против сборной Сирии.

## Достижения
- Победитель Молодёжного чемпионата Азии: 1 (2008)
- Победитель Эй-лига Премьершип: 1 (2009/10)
- Победитель Эй-лига Чампионшип: 1 (2009/10)